# Doenitzius
Genre
Doenitzius est un genre d'araignées aranéomorphes de la famille des Linyphiidae.

## Distribution
Les espèces de ce genre se rencontrent en Russie asiatique, en Chine, en Corée du Sud et au Japon.

## Liste des espèces
Selon World Spider Catalog (version 21.5, 02/08/2020) :
- Doenitzius minutus Seo, 2018
- Doenitzius peniculus Oi, 1960
- Doenitzius pruvus Oi, 1960

## Publication originale
- Oi, 1960 : Linyphiid spiders of Japan. Journal of Institute of Polytechnics, Osaka City University, vol. 11D, p. 137-244.